# Silnice I. třídy
Silnice I. třídy existují v Česku a na Slovensku. V České republice jsou podle zákona o pozemních komunikacích (č. 13/1997 Sb.) určeny zejména pro dálkovou a mezistátní dopravu. Označují se jednomístným nebo dvojmístným číslem, před nímž se někdy v dokumentaci uvádí ještě římské číslo I oddělené lomítkem. Silnice I. třídy musí v České republice na základě zákona o pozemních komunikacích vlastnit stát. Spravuje je Ředitelství silnic a dálnic (ŘSD).
Rychlostní silnice (před jejichž číslo se někdy vkládá ještě písmeno R) jsou v tomto číslování zahrnuty a patří mezi silnice I. třídy. Ve stejném systému jsou číslovány i dálnice, před jejichž číslo se vkládá písmeno D, avšak ty tvoří zvláštní kategorii, tj. nepatří mezi silnice I. třídy. Silnice I. třídy vystavěná jako rychlostní silnice má obdobné stavebně technické vybavení a provozní podmínky jako dálnice. Zpravidla je z hlediska provozu označená jako silnice pro motorová vozidla.

## Rozsah české sítě
K 1. lednu 2022 uvádí ŘSD celkovou délku silnic I. třídy v Česku 5597 km, z toho 146 km jsou silnice pro motorová vozidla. Rychlostní úseky byly na silnicích č. 6 (2,5 km), 7 (3,4 km), 10 (0,6 km), 11 (26,7 km), 14 (2,2 km), 20 (6,3 km), 23 (2,8 km), 26 (4,4 km), 27 (9,0 km), 34 (5,9 km), 35 (40,0 km), 37 (14,2 km), 43 (7,6 km), 44 (5,4 km), 48 (3,8 km), 50 (4,4 km), 63 (6,9 km), většina delších úseků byla k 1. lednu 2016 překategorizována na dálnice. K 1. lednu 2022 byly nejdelšími silnicemi I. třídy I/11 (351,5 km) a I/35 (285,0 km), naopak nejkratšími jsou I/70 (0,729 km) a I/41 (2,98 km).

## Číslování

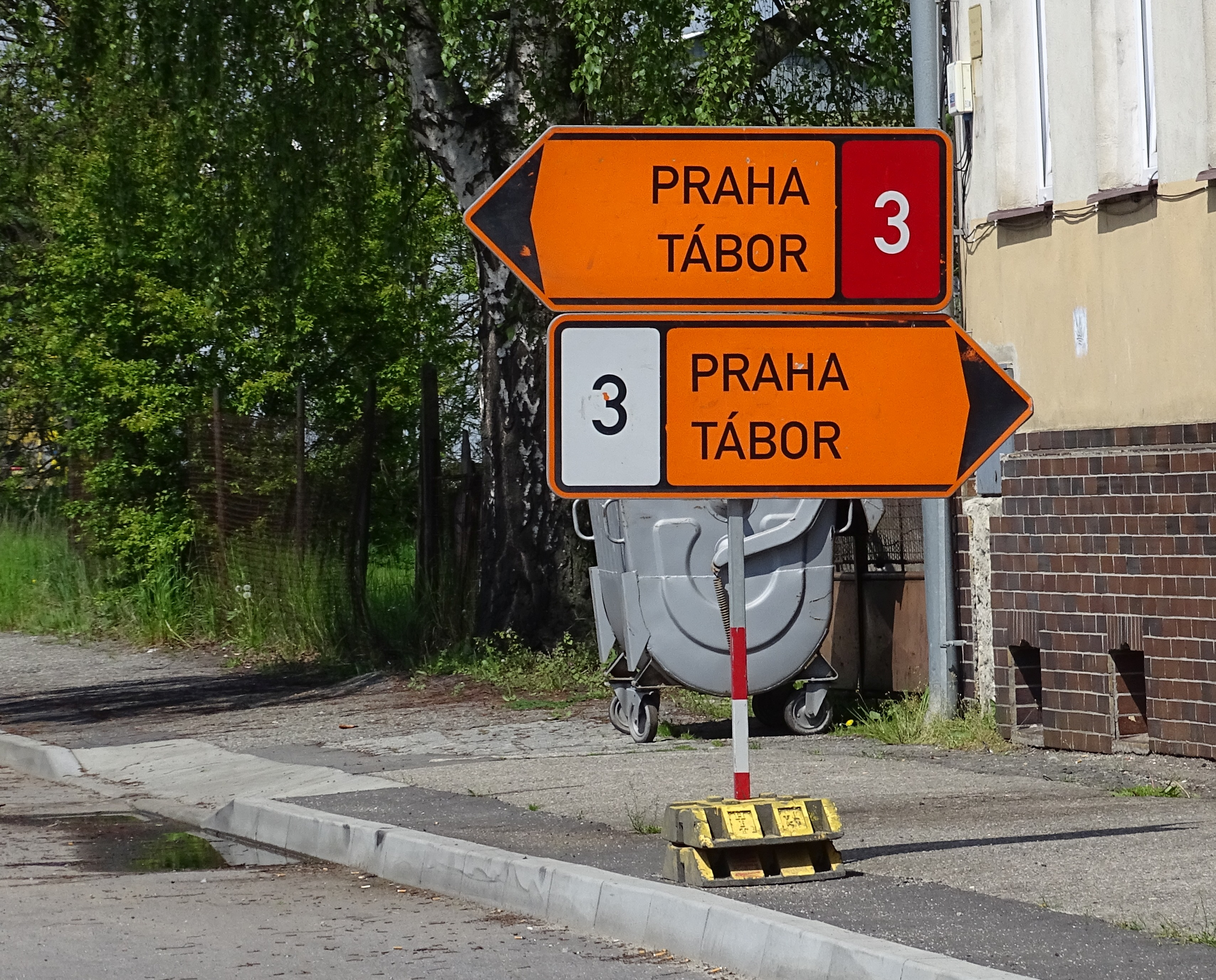
Číslování dálnic vychází ze systému číslování silnic I. třídy, ale v některých případech se vedení silnice I. třídy od vedení dálnice téhož čísla liší

Do roku 1946 se silnice označovaly především názvy, číslování nebylo stabilizované a v každém vydání úřední mapy státních silnic či úředních výnosů bylo jiné, v některých mapách se objevovalo i barevné rozlišování. Číslování z října 1937 vycházelo z abecedního řazení silnic podle názvů, takže nejnižší číslo (1) měla silnice Benešov–Jihlava a nejvyšší číslo (62) silnice Železná Ruda–Teplice. Za protektorátu byly silnice očíslovány podle německého systému. Dnešní systém číslování silnic má základ v roce 1946, kdy bylo očíslováno 60 státních silnic I. třídy v Čechách a na Moravě, někdy v té době byly také očíslovány silnice I. třídy na Slovensku čísly 61–68. Zbylé státní silnice byly zařazeny do II. třídy, ostatní zůstaly jako okresní, na Slovensku a Podkarpatské Rusi vicinální. V roce 1950 byla vydána vyhláška, která silnice roztřídila do tří tříd a očíslovala, přičemž za základ vzala číslování silnic I. třídy z roku 1946.
Pro číslování silnic I. třídy se v Česku používá spojitá řada jedno- až dvouciferných čísel. Z principu číslování silnic I. třídy je odvozeno i číslování dálnic, které jej do jisté míry kopíruje, avšak vznikají i významnější odchylky, kdy dálnice vede zcela jinudy než silnice stejného čísla. Rychlostní silnice jsou součástí sítě silnic I. třídy. Některé silniční tahy jsou postupně nahrazovány dálnicemi zpravidla shodného čísla, takže v kategorii I. třídy zůstávají pouze zbytkové, dosud nenahrazené úseky. Po větších změnách roku 1997 jsou obsazena čísla z rozsahu 2–71, čísla 1 a 5 se uvolnila převodem silničních tahů do jiných kategorií.
Na mapě silniční sítě ČSR, vydané ministerstvem techniky v roce 1947, byl zamýšlený okruh kolem Prahy značen číslem 1, zatímco zamýšlená dálnice z Prahy směrem k Brnu číslem 2. Vládní usnesení č. 286 z 10. dubna 1963, O koncepci dlouhodobého rozvoje silniční sítě a místních komunikací, dalo Velkému okruhu Prahy označení H1, avšak číslo 1 zde měla i dálnice D1, navrhovaná v trase Praha–Jihlava–Brno–Trenčín–Žilina–Prešov–Košice–hranice SSSR. Také Územní plán rajónu Pražské středočeské aglomerace a směrný územní plán Prahy a směrnice k realizaci územní plánu rajónu Pražské středočeské aglomerace a směrného územního plánu Prahy, přijaté 23. června 1976 usnesením č. 155 vlády České socialistické republiky, psaly o automobilovém okruhu H1, resp. o vnějším pražském rychlostním automobilovém okruhu H1. První úseky dnešní dálnice D1 byly zpočátku značeny jako silnice I/3 (Praha – Mirošovice) a I/2 (od Brna a Bratislavy). Pražský okruh v první fázi, kdy ještě nebyl považován za rychlostní komunikaci, byl označován H1, po uvedení prvních úseků do provozu označen jako silnice I/1, tj. v číslování mostních objektů atd. číslem 1 bez prefixu, v některých materiálech pak označením R1, jako rychlostní silnice. Šlo vlastně o duplicitní použití čísla 1, které v té době již nesla dálnice na Brno a Bratislavu.
Původní číslování silnic I. třídy:
- začínalo pražskými výpadovkami ve směru hodinových ručiček
- následovalo 11 silnic ve směru západ–východ číslovaných od severu k jihu (13–23)
- příčné silnice číslované postupně od západu na východ (24–34)
- skupina silnic č. 35–41, číslovaná postupně od severovýchodu k jihozápadu
- silnice v okolí Brna (okruh č. 42, radiály 43–52)
- doplňkové moravské skupiny 53–55 a 56–60.

Základní průběh číslování:
- silnice vycházející radiálně z Prahy počínaje směrem na Brno a dále dle směru hodinových ručiček (1–12), pouze D1 a I/2 mají prohozené pořadí.
- severní část Čech (13–17)
- jižní a západní část Čech (18–27)
- další v severní části Čech (28, 30)
- východní část Čech a pomezí Čech a Moravy (31–38)
- od Brna na střední Moravu až Slezsko (41–48)
- jih Moravy (49–55)
- východ Moravy (56–58)
- přidaná nová čísla z roku 1997: 29, 39, 40, 59–71 (zejména kratší úseky nově povýšené na I. třídu)

Podobný stavební a provozní charakter jako silnice I. třídy má místní komunikace I. třídy, kterou však vlastní obec. Na území Prahy byla většina radiál navazujících na silnice I. třídy překategorizována na místní komunikace, v kategorii I. třídy zůstaly pouze úseky dálničního charakteru na silnicích č. 4, 7 a 8, na hranici Prahy (v případě č. 4 za Jílovištěm) přímo navazující na dálnice stejného čísla.
V některých případech se za číslem silnice uvádí ještě písmenný index. U silnic I. nebo II. třídy index „A“ až „G“ nebo „N“ se používá k označení ramene směrově dělené silnice tam, kde část komunikace pro druhý směr není rovnoběžná s částí komunikace pro první směr, a index „H“ až „Z“ kromě „N“ se používá k označení tahů na předběžně vložených částech silničních tahů, tj. tahů evidovaných v datové základně silniční sítě ještě před rozhodnutím ministerstva dopravy o změně v silniční síti, a předběžně zrušených tahů. U silnic I. a II. třídy se větev či rameno s indexem považuje za součást silnice s daným číslem bez indexu. Na dopravním značení se tento písmenný index nevyznačuje.
Číslování odvozené z čísel silnic je v Praze použito také pro místní komunikace dočasně plnící funkci silnice.

## Stavební charakteristika
Silnice I. třídy mají mít šířku koruny vozovky 9,5–24,5 metru a návrhovou rychlost v rozsahu 70–100 km/h, silnice II. třídy šířku koruny vozovky 7,5–9,5 m a návrhovou rychlost 50–80 km/h, silnice III. třídy šířku koruny vozovky 4–7,5 m a návrhovou rychlost 30–70 km/h.

## Legislativní specifika
Z hlediska českých pravidel provozu se silnice I. třídy od ostatních silnic liší tím, že je na nich mimo obec a mimo vyznačená parkoviště zakázáno zastavení a stání i za nesnížené viditelnosti (§ 27 odst. 3 zák. 361/2000 Sb., o silničním provozu, v platném znění). Na silnicích I. třídy stejně jako na dálnicích platí speciální víkendová a sezonní omezení provozu pro některé typy těžkých a pomalých vozidel (§ 43 zákona č. 361/2000 Sb.). V noci (od 23 do 4 hodin) je na silnicích I. i II. třídy zakázána jízda s potahovými vozidly a s ručními vozidly širšími než 600 mm. Od soumraku do svítání je zakázáno používat silnice I. a II. třídy k jízdě na zvířeti a k vedení nebo hnaní zvířat. O místní nebo přechodné úpravě provozu na silnicích I. třídy rozhoduje krajský úřad, nejde-li o rychlostní silnici, kdy je příslušné ministerstvo dopravy.
Na dálnicích a silnicích I. třídy se kilometrovníky vyznačuje vzdálenost v kilometrech od začátku staničení (na silnicích nižších tříd se kilometrovníky neumisťují).